# Berline (koets)

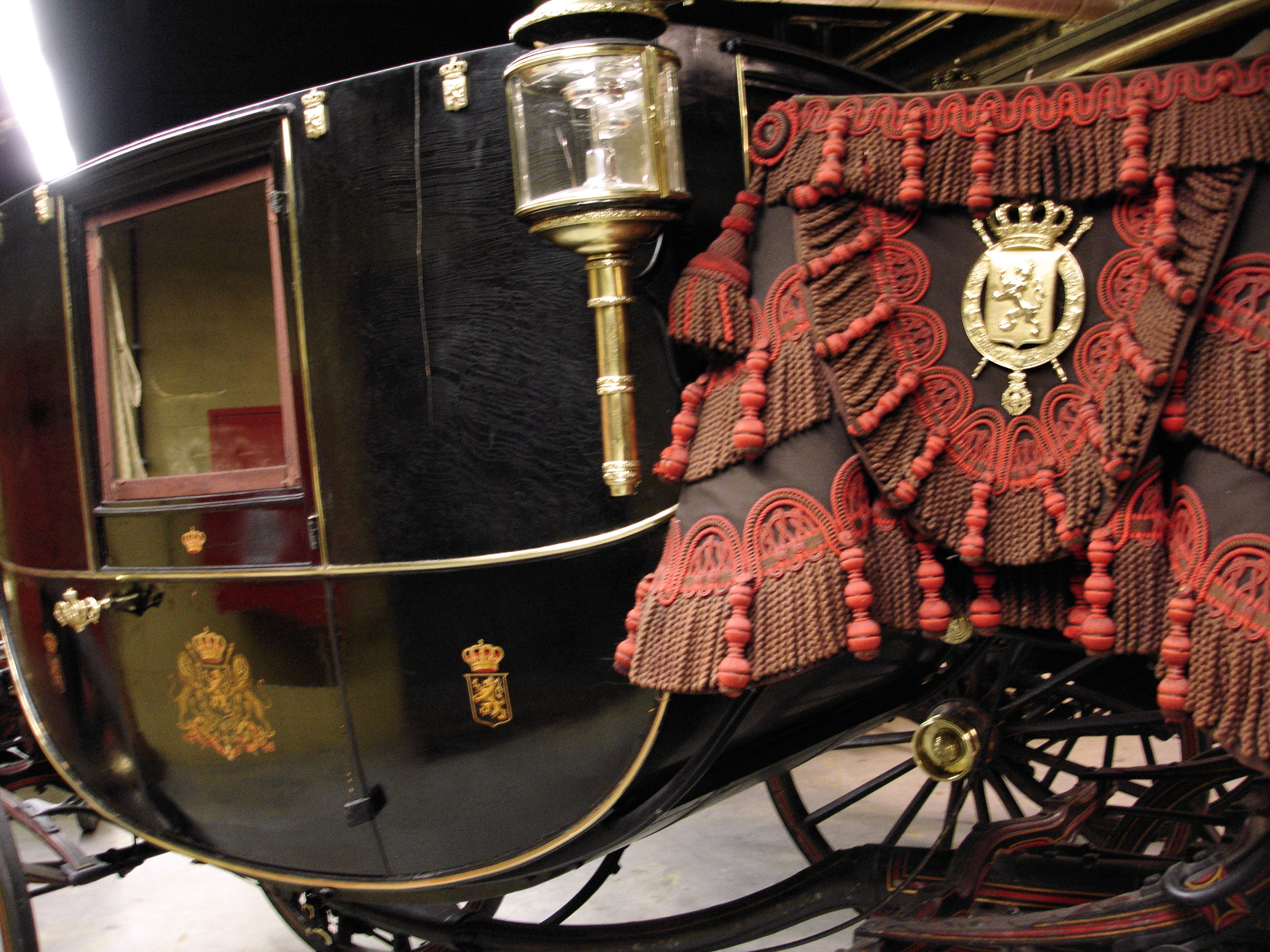
Een koninklijke berline van Leopold II. KMKG

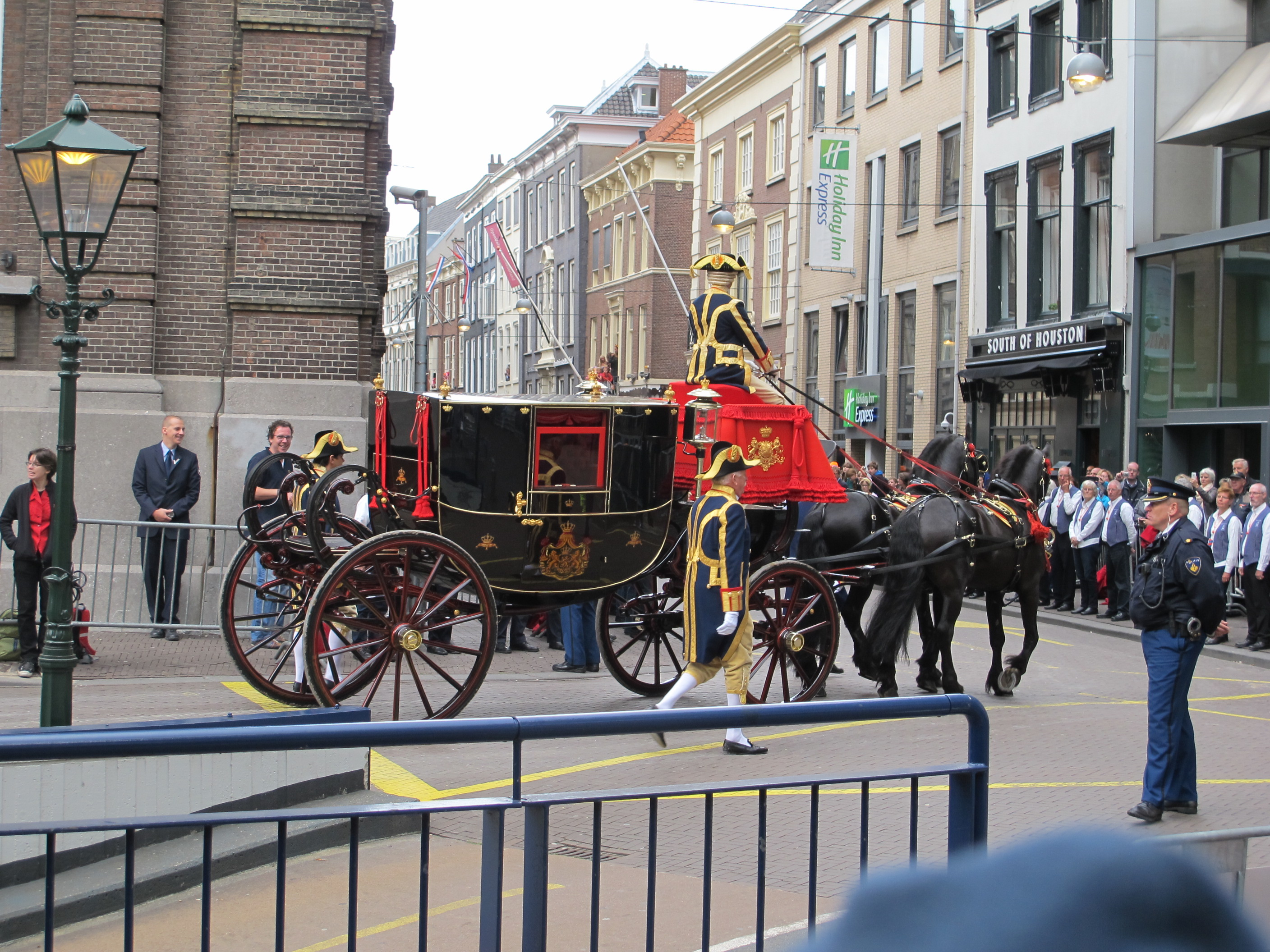
Galaberline op Prinsjesdag

De berline is een koets die vooral in de stad wordt gebruikt. De naam van de koets is ontleend aan het Frans en komt van Berlijn, waar in 1662 de eerste berline werd ontworpen. Het is een gesloten, 4-persoonsrijtuig dat door twee of vier paarden wordt getrokken. Het is veel comfortabeler dan oudere stadskoetsen, die op een zware balk waren gebouwd. De berline daarentegen "hangt" tussen twee draagbalken.
Bij oudere modellen hangt de doorgaans symmetrische wagenkast tussen hoge veren, terwijl de latere berlines kleiner en wendbaarder werden door de wagenkast rechtstreeks naar het onderstel af te veren. De koetsen worden vaak gelakt in zwart en ossenbloedrood. Zij worden bekleed met rood laken, of andere kostbaardere stoffen. Vanwege de symmetrie en grandeur van het ontwerp wordt de berline vaak als ceremonieel voertuig gebruikt; deze modellen werden vaak overvloedig gedetailleerd en versierd.

## Koninklijke berlines in België
In het Koninklijk Museum voor Kunst en Geschiedenis te Brussel wordt een grote collectie koetsen en berlines bewaard, waaronder de berlines van het Belgische koningshuis. Ook berlines uit de napoleontische tijd worden er bewaard.

## Koninklijke berlines in Nederland
Koning Willem I moest vanaf 1813 zijn wagenpark opnieuw opbouwen, en bestelde tussen 1816 en 1830 dertien nieuwe berlines, waaronder de Glazen Koets in 1826.
In de Koninklijke Stallen in Den Haag staan zes luxe uitgevoerde galaberlines. De oudste daarvan werd in 1836 gebouwd door de firma Pearce & Co in Londen. Hij was bestemd voor kroonprins Willem, die in 1840 koning Willem II der Nederlanden werd. De wanden van deze oudste berline werden in 1967 van glas gemaakt voor het huwelijk van prinses Margriet en Pieter van Vollenhoven. Hij wordt nu de gala-glasberline genoemd. Sinds hun huwelijk mochten zij de koets gebruiken tijdens Prinsjesdag. Prins Constantijn en prinses Laurentien rijden sinds 2013 daarin mee.
De galacoupé is een kleinere galaberline voor twee personen.
De galaberlines, of de galacoupé worden in de stoet op Prinsjesdag gebruikt door de kamerheer van de Koning samen met de ceremoniemeester van het hof en de grootmeester van het Huis van Z.M. de Koning samen met de grootmeesteres van Z.M. de Koning.
De andere galaberlines worden ook nog regelmatig gebruikt. Nieuwe ambassadeurs worden ermee opgehaald als zij hun geloofsbrieven aan de koning op Paleis Noordeinde gaan aanbieden.

## Trivia
- De berline is vereeuwigd in het traditionele driekoningenliedje: A la berline postiljon!.